# 1391

## Събития
- Първите факти, потвърждаващи използването на тоалетна хартия, датират от 1391 г.

## Родени
- 31 октомври – Дуарте, крал на Португалия

## Починали
- 16 февруари – Йоан V Палеолог, византийски император